# Alexandre Pato
Alexandre Pato, född 2 september 1989, med födelsenamnet Alexandre Rodrigues da Silva, är en brasiliansk fotbollsspelare som senast spelade för Orlando City. Alexandres artistnamn är "Pato", portugisiska för "anka" efter hans födelsestad Pato Branco (sv. "Vita Ankan"). Pato gjorde sitt första mål för det brasilianska landslaget 26 mars 2008, i den så kallade jubileumslandskampen mot Sverige.

## Biografi och karriär
Pato började redan som fyraåring att spela fotboll. Han visade tidigt sina kvaliteter och snart var han känd i hela Paraná. Efter att fått hyllningar från nästan alla sina tränare, valde han att flytta till Porto Alegre, för att pröva lyckan i Internacional. År 2001, vid en ålder av 11 år, flyttade han dit och började dela bostad med 83 andra tonåringar som även de var där för att förverkliga sina drömmar.
År 2000, när Alexandre var 10 år, visade röntgenbilder av ett brutet ben i ena armen att Alexandre hade en tumör. Läkaren ansåg att tumören skulle slå ut i cancer om den inte opererades bort inom två månader. Alexandres familj hade inte råd att betala för en operation, men läkaren, var en vän till familjen, och opererade Alexandre gratis. Det här blev i synnerhet betydelsefullt eftersom Alexandre annars hade varit tvungen att ge upp sin fotbollskarriär.
Vid denna tiden började Alexandre Rodrigues da Silva kallas för Alexandre Pato efter sin födelsestad.
Pato gjorde Internacionals andra mål i turneringen "FIFA Club World Cup" år 2006, då laget besegrade Al-Ahly Cairo med 2-1 och därmed var klara för final mot FC Barcelona. Han debuterade som 17-åring i Internacionals seniorlag och spelade sin debutmatch den 26 november 2007.
Pato hjälpte Brasilien att vinna South American Youth Championship år 2007, där han gjorde en enastående turnering. Det var många klubbar som ville kontraktera honom, och till slut valde han Milan som blev nästa steg i hans karriär. Pato har berättat att han alltid haft ett gott öga till Milan, och att hans idol Ronaldo spelade i klubben gjorde att han inte hade någon annan klubb i tankarna. Han var 17 år när han flyttade till Milano, och eftersom italienska lag inte får värva spelare under 18 fick hans övergång vänta med att bli officiell tills han fyllt 18. Dock tränade han med laget och spelade även träningsmatcher. I januari 2008 blev övergången officiell och Pato blev därmed spelklar. Han visade sina kvaliteter under vårsäsongen och blev en av de spelare supportrarna tyckte mest om.

### Corinthians
Den 3 januari 2013 blev Pato klar för brasilianska klubben Corinthians. Summan rapporteras ha landat på €15m.

### Chelsea
Den 29 januari 2016 blev Pato klar för de engelska mästarna Chelsea FC.

## Meriter

### Klubblag
Corinthians
- VM för klubblag: 2006
- Recopa Sudamericana: 2007

 AC Milan
- Serie A: 2010/2011
- Supercoppa italiana: 2011

 Corinthians
- Campeonato Paulista: 2013
- Recopa Sudamericana: 2013

### Landslag
Brasilien
- Sydamerikanska U20-mästerskapet: 2007
- OS-brons: 2008
- Fifa Confederations Cup: 2009
- OS-silver: 2012

### Individuellt
- Golden Boy: 2009
- Årets unga spelare i Serie A: 2009